# Club Deportivo Independiente Juniors
El Club Deportivo Independiente Juniors, también conocido como Independiente Juniors, antes llamado Club Deportivo Alianza Cotopaxi, es el equipo filial de fútbol del Independiente del Valle, además es un club deportivo ecuatoriano originario de la ciudad de Sangolquí, fundado el 13 de julio de 2017. Su directiva está conformada por Andrés Larriva como Presidente, además está compuesta por el vicepresidente, secretaria, tesorero, vocales principales y gerente. Actualmente participa en la Serie B de Ecuador.

## Historia
El equipo consta en los registros de la Federación Ecuatoriana de Fútbol como fundado en el año 2017 más exactamente el 13 de julio, pero más pronto ese año ya comenzó su andar en el fútbol profesional de la provincia de Cotopaxi.
La temporada 2017 fue la primera del club en los torneos de Segunda Categoría, ahí tuvo una muy buena actuación quedando subcampeón provincial tras obtener 32 puntos en 13 partidos jugados, con 10 victorias, 2 empates y 1 derrota; 67 goles a favor y 7 en contra, en ese campeonato fue la valla menos batida, el ser vicecampeón le permitió clasificar a la etapa zonal del torneo de Segunda Categoría; ahí estuvo en la zona 4 con equipos como Juventus de Esmeraldas, Grecia de Chone, Alianza de Guano, Deportivo Quevedo y Talleres de Santo Domingo, terminó en el quinto lugar del grupo con 12 puntos en 10 partidos jugados, tras 4 victorias, 1 empate y 5 derrotas, fue sancionado con la pérdida de 1 punto por la no presentación de roles de pago, hizo 19 goles y recibió 15, ahí concluiría su primera participación en el fútbol profesional y el sueño de llegar a la Serie B.
La temporada 2018 hasta ahora es la de mejor rendimiento del club, en su segundo año en el profesionalismo decide asociarse y hacer un convenio con el Club Independiente del Valle para que su cantera juegue el ascenso en las filas del Alianza Cotopaxi, la base de jugadores son los que quedaron subcampeones de la Copa Libertadores Sub-20 de 2018, así empezaron en el torneo provincial donde dominaron de principio a fin quedando campeones, este fue el primer título profesional en la historia del club, de nuevo por su condición de campeón provincial clasificó a los zonales de Segunda Categoría 2018, donde estuvo en la zona 4 con Cumbayá FC de Quito, Anaconda FC de Orellana y Leones del Norte de Atuntaqui, terminó primero de grupo con 11 puntos en 6 partidos jugados con 3 victorias, 2 empates y 1 derrota, al ser primero avanzó a los cuadrangulares semifinales, estuvo en el grupo B con Guayaquil Sport, Deportivo Guano y Cantera del Jubones, de nuevo tras un buen rendimiento terminó en el primer lugar con 13 puntos en 6 partidos, 4 victorias, 1 empate y 1 derrota, 16 goles a favor y 7 en contra, clasificó al cuadrangular final en busca del ascenso a la Serie B 2019.
 En la instancia final del torneo compartió grupo con Atlético Portoviejo, Deportivo Quevedo y Duros del Balón de Santa Elena, tuvo un muy buen rendimiento consiguiendo 10 puntos en 5 partidos, con 3 victorias, 1 empate y 1 una derrota, marcó 11 goles y recibió 4, esto le valió para lograr el ascenso a la Serie B una fecha antes de la finalización del campeonato, el objetivo trazado a inicios de temporada se cumplió, la provincia de Cotopaxi volvió a tener fútbol profesional.
Además fue el primer equipo de Cotopaxi en participar en la nueva Copa Ecuador, en la primera fase se enfrentó al Imbabura Sporting Club, lo derrotó con un global de 5-4, en la segunda ronda cayó derrotado y eliminado ante Alianza de Guano con un global de 1-5, pero se clasificó para la tercera fase tras haber alcanzado el ascenso a la Serie B 2019.

### Cambio de razón social
Con el ascenso logrado para jugar la Serie B en la temporada 2019, el club cambia de razón social, debido a que la base de jugadores que consiguieron el ascenso son del Independiente del Valle, además del convenio mantenido entre ambas dirigencias, el club pasa a llamarse Club Deportivo Independiente Juniors, manteniendo su sede en la ciudad de Latacunga en la provincia de Cotopaxi.
Para la temporada 2020 debido a problemas con la Aso Cotopaxi, el Independiente Juniors cambia su sede a la ciudad de Sangolquí en la provincia de Pichincha y por tanto pasa a formar parte de la Asociación de Fútbol No Amateur de Pichincha (AFNA).

## Uniforme

### Evolución del uniforme titular
| 2018 | 2019 | 2020 | 2021 | 2022 | 2023 | 2024 |

### Evolución del segundo uniforme
| 2018 | 2019 | 2020 | 2021 | 2022 | 2023 | 2024 |

### Evolución del tercer uniforme
| 2024 |

## Jugadores

### Plantilla 2025
- Última actualización: 29 de marzo de 2025.[16]

#### Altas y bajas Primera etapa 2024
- Actualizado el 24 de febrero de 2024.

| Altas                  |                |                                |                     |
| Jugador                | Posición       | Destino                        | Tipo                |
| Denzel Quiñonez        | Guardameta     | Búhos FC                       | Fichaje Interno.    |
| Elkin Quiñonez         | Guardameta     | Independiente del Valle Sub-20 | Fichaje Interno.    |
| Steven Cortez          | Defensa        | Independiente del Valle Sub-20 | Fichaje Interno.    |
| Josué Palacios         | Defensa        | Independiente del Valle Sub-20 | Fichaje Interno.    |
| Ulises Ciccioli        | Defensa        | Rosario Central                | Préstamo            |
| Erick Cabal            | Defensa        | Independiente del Valle Sub-20 | Fichaje Interno.    |
| Roberto Carlos Cabezas | Defensa        | Independiente del Valle Sub-20 | Fichaje Interno.    |
| Milton Cagua           | Centrocampista | Atlético Vinotinto             | Regreso de Sección. |
| Luis Alberto Quiñonez  | Centrocampista | Independiente del Valle Sub-20 | Fichaje Interno.    |
| Jostin Bravo           | Centrocampista | Ciudadelas                     | Libre.              |
| Jean Piere Arroyo      | Centrocampista | Rio Babahoyo                   | Libre.              |
| Pablo Vela             | Centrocampista | Independiente del Valle        | Fichaje Interno.    |
| Felipe Machado         | Delantero      | Everest                        | Libre.              |

| Bajas              |                |                  |                      |
| Jugador            | Posición       | Destino          | Tipo                 |
| Anthony Alvarado   | Guardameta     | Búhos FC         | Libre.               |
| Jeferson Arroyo    | Guardameta     | Leones del Norte | Libre.               |
| Mateo Piedra       | Defensa        | Deportivo Cuenca | Libre.               |
| Estalin Segura     | Defensa        | Guayaquil City   | Libre.               |
| Fernando Cagua     | Defensa        | Liga de Cuenca   | Libre.               |
| Hanssel Delgado    | Defensa        | La Cantera FC    | Libre.               |
| Joanthan Arroyo    | Defensa        | Gualaceo SC      | Libre.               |
| Miguel Caicedo     | Defensa        | Leones FC        | Libre.               |
| Jonathan Morocho   | Centrocampista | La Concordia SC  | Libre.               |
| Patrickson Delgado | Centrocampista | FC Dallas        | Préstamo con Opción. |
| Vicente Jaime      | Centrocampista | Atlético Huila   | Libre.               |
| Jamilton Carcelén  | Centrocampista | Manta FC         | Préstamo.            |
| Adrián Mejía       | Centrocampista | Baños CF         | Libre.               |
| Jeremy Farfan      | Centrocampista | New Porto FC     | Libre.               |
| Neicer Acosta      | Centrocampista | Guayaquil City   | Libre.               |
| Mateo Zambrano     | Delantero      | Deportivo Cuenca | Regreso de sección.  |
| Edwin Angulo       | Delantero      | Deportivo Quito  | Libre.               |

#### Altas y bajas Segunda etapa 2024
- Última actualización: 1 de agosto de 2024.

| Altas               |                |                                |                  |
| Jugador             | Posición       | Procedencia                    | Tipo             |
| Jonh Jairo Quiñonez | Defensa        | Independiente del Valle Sub-20 | Fichaje Interno. |
| Gipson Preciado     | Centrocampista | Independiente del Valle Sub-20 | Fichaje Interno. |
| José Klinger        | Centrocampista | Independiente del Valle        | Fichaje Interno. |
| Trifilo Ayovi       | Delantero      | Independiente del Valle Sub-20 | Fichaje Interno. |
| Mario Solís         | Delantero      | La Troncal FC                  | Fichaje.         |

| Bajas            |                |                |          |
| Jugador          | Posición       | Destino        | Tipo     |
| Andy Velasco     | Defensa        | Atlético Huila | Préstamo |
| Jhonnier Estrada | Defensa        | Daquilema FC   |          |
| Gabriel Vera     | Defensa        | Numancia       | Préstamo |
| Steven Góngora   | Centrocampista | Numancia       | Préstamo |
| Emerson Pata     | Centrocampista | Pacos          | Préstamo |
| Maelo Rentería   | Delantero      | Pacos          | Préstamo |

## Datos del club
- Temporadas en Serie B: 7 (2019-presente)
- Temporadas en Segunda Categoría: 2 (2017-2018)
- Mejor puesto en la liga: 2.° (Serie B 2022).
- Peor puesto en la liga: 7.° (Serie B 2020 y Serie B 2021).
- Mayor goleada a favor en torneos nacionales:
  - 4 - 0 contra America de Quito (30 de julio de 2022).
  - 5 - 1 contra Chacaritas (17 de abril de 2024).
  - 4 - 0 contra Cuniburo (25 de abril  de 2024).
- Mayor goleada en contra en torneos nacionales:
  - 5 - 1 contra 9 de Octubre (10 de octubre de 2020).
  - 4 - 0 contra El Nacional (22 de abril de 2021).
  - 4 - 0 contra America de Quito (9 de junio de 2022).
  - 5 - 1 contra 9 de Octubre (26 de marzo de 2023).
  - 4 - 0 contra 9 de Octubre (19 de julio de 2023).
- Máximo goleador histórico: Alexis Domínguez (13 goles anotados en partidos oficiales).
- Máximo goleador en torneos nacionales:
- Primer partido en torneos nacionales:
  - Manta 0 - 0 Independiente Juniors (1 de marzo de 2019 en el Estadio Jocay).

## Palmarés

### Torneos nacionales
| Competición                        | Títulos | Subcampeonatos |
| ---------------------------------- | ------- | -------------- |
| Serie B de Ecuador (0/1)           |         | 2022.          |
| Segunda Categoría de Ecuador (1/0) | 2018.   |                |

### Torneos provinciales
| Competición                         | Títulos | Subcampeonatos |
| ----------------------------------- | ------- | -------------- |
| Segunda Categoría de Cotopaxi (1/1) | 2018.   | 2017.          |